# Белкин, Борис Давидович
Борис Давидович Белкин (род. 26 января 1948, Свердловск) — советский, российский и бельгийский скрипач и музыкальный педагог.
Начал заниматься на скрипке с шести лет. В семь лет впервые выступил с оркестром под управлением Кирилла Кондрашина. Окончил московскую Центральную музыкальную школу, затем Московскую консерваторию у Юрия Янкелевича и Феликса Андриевского. В 1973 г. выиграл Всесоюзный конкурс скрипачей в Ереване, однако не был допущен ни на Конкурс имени Чайковского, ни на Конкурс имени Паганини, после чего принял решение эмигрировать и с 1974 г. живёт в Бельгии. Преподаёт в Льежской консерватории, в Академии Киджи (Сиена). С 1991 г. руководит камерным оркестром «Salzburg Chamber Soloists». Обширная дискография Белкина включает скрипичные концерты Моцарта, Паганини, Брамса, Бруха, Чайковского, Глазунова, Прокофьева, Сибелиуса, Шостаковича и др.

## Известные ученики
- Янин Янсен